# Charmes (Allier)
Charmes é uma comuna francesa na região administrativa de Auvérnia-Ródano-Alpes, no departamento Allier. Estende-se por uma área de 8,2 km². Em 2010 a comuna tinha 402 habitantes (densidade: 49 hab./km²).